# Animaniacs Game Pack
Animaniacs Game Pack je akční videohra z roku 1997 založená na animovaném televizním seriálu Animáci. Obsahuje pět arkádových miniher, ve kterých hrají sourozenci Warnerovi: Yakko, Wakko a Dot. Hru vydala společnost Warner Bros. Interactive Entertainment a vyvinula ji firma Funnybone Interactive. Hlasy pro všechny postavy ve hře poskytli hlasoví herci, kteří taktéž poskytovali postavám hlasy v televizním seriálu. Jedná se o první médium Animáků, ve kterém byl použit digitální inkoust a barva, většinou používané v cutscénách. V některých minihrách také vývojáři vytvořili 3D vymalovaná pozadí.

## Minihry

### Belchinator Too
V této minihře hraje hlavní roli Wakko a jeho protivník Brain. Ten se opět rozhodl pokusit se ovládnout svět, tentokrát vytvořením robotů za pomocí laboratoře Acme. Jeho výtvory se však nakonec obrátí proti němu, vezmou ho do zajetí a plánují využít Brainův obrovský intelekt ke zničení světa. Wakko musí zastavit roboty uvolněním sil svých říhání, poháněné nejrůznějšími svačinami, které najde po cestě.
Kvůli tomu, že se jedná o nejdelší minihru, je jedinou, ve které lze ukládat svůj postup.

### Prop Shop Drop
V této minihře má Yakko na práci sbírání filmových rekvizit pro mrzutého vedoucího. Hráči ovládají Yakka, který jede na kole, projíždí studiem, sbírá rekvizity a vyhýbá se překážkám. Během postupu může Yakko vyměnit kolo za motocykl nebo závodní auto.

### Smoocher
V této hře musí Dot proměnit své noční můry v dobré sny foukáním „smooches“ (srdcí) na nepřátele, aby je zmrazily. Jakmile zamrznou, může je Dot přejet a odstranit. Má jen omezenou zásobu srdcí a musí v průběhu hry sbírat další. Pokud skočí a trefí dynamit, zmrazí každého nepřítele, který je v tu chvíli zobrazený na obrazovce.

### Baloney's Balloon Bop
V této minihře hře hrají všichni tři sourozenci Warnerovi. Pokoušejí se prasknout balónky. Yakko skáče na trampolíně a Wakko a Dot ji drží. Dinosaurus Baloney běhá po spodní části obrazovky. Pokud Yakko mine trampolínu, dinosaurus ho chytí a přijde o život. Některé balónky obsahují vylepšení, zatímco jiné uvolní kovadliny, které Baloneyho na okamžik omráčí, když na něj přistanou. Později se mezi balónky objevují nerozbitné ocelové bloky.

### Tee Off Mini Golf
V této minihře hráč ovládá Dot, která hraje minigolf na devítijamkovém hřišti plném neobvyklých překážek.

## Hlasové obsazení
- Rob Paulsen – Yakko Warner, Dr. Scratchansniff a Pinky
- Jess Harnell – Wakko Warner
- Tress MacNeilleová – Dot Warner
- Maurice LaMarche – Brain, vedoucí a Wakkova říhnutí
- Jeff Bennett – dinosaurus Baloney